# 매티 리치
매티 리치(Matty Rich, 1971년 11월 6일 ~ )는 미국의 영화 감독, 배우, 각본가이다.
브루클린에서 태어났다.

## 영화
- 잉크웰 (1994년)
- 스트레이트 아웃 오브 브룩클린 (1991년)